# Perth Zoo

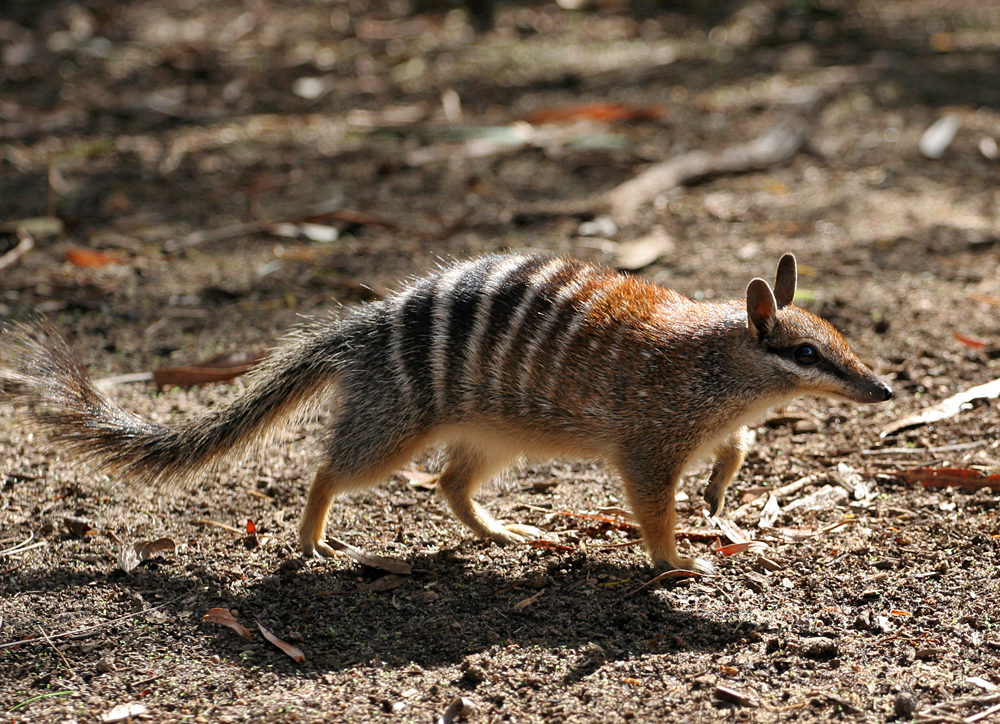
Een numbat, een van de vele Australische diersoorten aanwezig in het park.

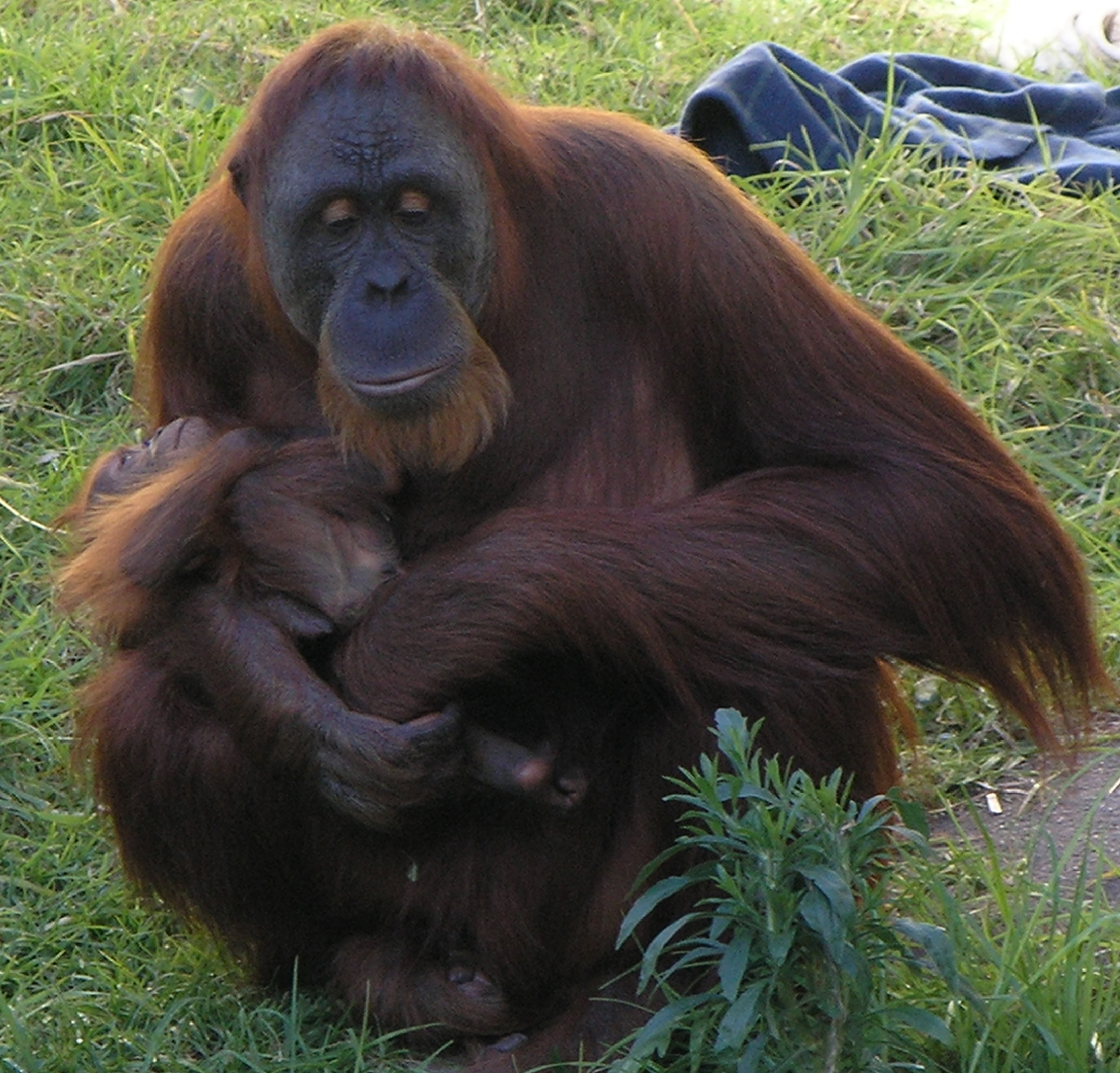
Vrouwelijke orang-oetan met jong in Perth Zoo

Perth Zoo is een dierentuin in de Australische stad Perth.

## Geschiedenis
Het park werd geopend op 17 maart 1898 door de toenmalige gouverneur van West-Australië, luitenant-kolonel Sir Gerard Smith. Plannen voor het bouwen van de dierentuin, begonnen in 1896, toen het Western Australian Acclimatization Committee voor het eerst vergaderde. Ze hadden een voorstel om door middel van een dierentuin Europese dieren te introduceren in Australië. In 1897 werd de toenmalige directeur van Melbourne Zoo, Albert Le Souef, uitgenodigd om een locatie uit te kiezen. Diens zoon Ernest Albert Le Souef werd gekozen als eerste directeur en de bouw begon in 1897.
De eerste dierenverblijven bestonden onder andere uit twee berengrotten, een apenhuis, een zoogdierenhuis en een modelkasteel voor cavia's. Enkele van de eerste dieren bestonden uit een orang-oetan, twee apen, vier struisvogels, een paar leeuwen en een tijger. In het begin waren er zes personeelsleden. In de eerste negen maanden had de dierentuin 53.000 bezoekers en was sinds de opening geen enkele dag gesloten geweest.
Vanaf het begin bouwde Ernest Albert Le Souef zowel aan een plantencollectie als aan een dierencollectie. Omdat het gebied vooral uit zand bestond en een gebrek aan water had, werd er vanaf 1898 een put geboord, welke zorgde voor de irrigatie in de dierentuin. Mede door dit systeem konden veel plantensoorten geplaatst worden in de dierentuin, waarvan sommige tot op de dag van vandaag nog steeds aanwezig zijn.

## Verblijven
De dierentuin bestaat uit vier hoofdgebieden, namelijk Australian Walkabout, Asian Rainforest en African Savannah, met daar omheen enkele kleinere gebieden.
Australian WalkaboutDe Australian Walkabout bestaat onder andere uit de verblijven Australian Wetlands, Penguin Plunge, Reptile Encounter, Australian Bushwalk, Cockatoos en Nocturnal House en laat vooral de diersoorten zien die in Australië voorkomen. Enkele diersoorten die hier te zien zijn, zijn dwergpinguïns, groene boomkikkers, westelijke grijze reuzenkangoeroe's en zwartkoppythons. Vreemd genoeg ligt Nocturnal House, in tegenstelling tot de rest van de verblijven van Australian Walkabout, in het gebied van African Savannah.
Asian RainforestDe Asian Rainforest laat vooral diersoorten zien die in Aziatische regenwouden voorkomen, zoals Aziatische olifanten, Sumatraanse orang-oetans en Sumatraanse tijgers.
African SavannahDe African Savannah verving een groot aantal dierenverblijven en was de grootste bouwproject sinds de opening van de dierentuin. Het gebied boost de Afrikaanse savanne na en toont onder andere Afrikaanse leeuwen, rothschildgiraffen en zuidelijke witte neushoorns.
Lesser PrimatesDe Lesser Primates is een gebied wat enkele primaten laat zien, waaronder  ringstaartmaki's en Boliviaans doodshoofdaapjes.
Galapagos TortoisesNaast de Afrikaanse savanne en tegenover de apenverblijven, staat een verblijf voor twee Galapagosreuzenschildpadden.
South American BirdsSouth American Birds is een gebied, aangrenzend aan de Afrikaanse Savanne waar vooral enkele Tropische vogels uit Zuid-Amerika te zien zijn, zoals blauwgele ara's en zonparkieten.
Main LakeVlak bij de ingang ligt Main Lake, dat bestaat uit twee eilanden met daarop enkele apensoorten. Op het ene eiland is een groep vari's te vinden, op het andere een groep zilvergibbons. Rondom de eilanden zwemmen enkele Australische pelikanen.

## Diersoorten
Het park heeft ongeveer 1184 dieren van 168 verschillende diersoorten. De meeste diersoorten zijn te vinden in de gebieden die staan voor de werelddelen waar ze in het wild voorkomen. Enkele diersoorten zijn ook in andere gebieden te vinden zoals de netpython, welke te vinden is in de Reptile Encounter in Australian Walkabout.

### Amfibieën
- Koraalteenboomkikker
- Litoria moorei
- Litoria splendida
- Reuzenpad

### Insecten
- Ethmostigmus rubripes
- Lycosa godeffroyi
- Phlogius crassipes
- Urodacus novaehollandiae

### Reptielen
- Amerikaanse alligator
- Antaresia perthensis
- Aspidites ramsayi
- Australische tijgerslang
- Emydura victoriae
- Galapagosreuzenschildpad
- Komodovaraan
- Kraaghagedis

- Mertens watervaraan
- Morelia carinata
- Morelia spilota imbricata
- Netpython
- Olijfpython
- Onechte spitskopschildpad
- Pseudonaja affinis
- Reuzenvaraan

- Roodwangschildpad
- Stralenschildpad
- Westelijke blauwtongskink
- Zeekrokodil
- Zoetwaterkrokodil
- Zwartkoppython

### Vogels
- Australische dwergnachtzwaluw
- Australische fluiteend
- Australische griel
- Australische pelikaan
- Australische slobeend
- Australische stekelstaart
- Blauwgele ara
- Bonte reiger
- Brolgakraanvogel
- Dwergpinguïn
- Dunsnavelraafkaketoe
- Edelpapegaai

- Emoe
- Geelsnavellepelaar
- Geelvoorhoofdamazone
- Groene dwergeend
- Grote zilverreiger
- Helmkasuaris
- Inka-kaketoe
- Kleine bonte aalscholver
- Koningslepelaar
- Langsnavelraafkaketoe
- Nandayparkiet
- Nieuw-Zeelandse boeboekuil

- Prachtelfje
- Purperkaplori
- Radjah-eend
- Roodstaartraafkaketoe
- Slangenhalsvogels
- Steltkluut
- Stippeleend
- Uilnachtzwaluw
- Zonparkiet
- Zwarte ibis
- Zwarte zwaan
- Zwarthalsooievaar

### Zoogdieren
- Afrikaanse leeuw
- Afrikaanse wilde hond
- Australische beverrat
- Australische spookvleermuis
- Australische springmuis
- Aziatische olifant
- Boliviaans doodshoofdaapje
- Borstelstaartkangoeroerat
- Bruine kapucijnaap
- Dingo
- Dwergbuidelmarter
- Dwergzijdeaapje
- Fennek
- Gespikkelde buidelmuis
- Gevlekte hyena
- Gewone kortneusbuideldas
- Gewoon penseelaapje
- Goodfellowboomkangoeroe

- Gouden leeuwaapje
- Grijze suikereekhoorn
- Keizertamarin
- Kleine panda
- Kleine penseelstaartbuidelmuis
- Kleinklauwotter
- Koala
- Langneuspotoroe
- Langoorbuideldassen
- Maleise beer
- Mantelbaviaan
- Mierenegel
- Numbat
- Pinchéaapje
- Pseudocheirus occidentalis
- Quokka
- Ringstaartmaki
- Rode reuzenkangoeroe

- Roodpootpademelon
- Rothschildgiraffe
- Steppezebra
- Stokstaartje
- Sumatraanse orang-oetan
- Sumatraanse tijger
- Tammarwallaby
- Tasmaanse duivel
- Vari
- Vliegende buidelmuis
- Westelijke grijze reuzenkangoeroe
- Witwanggibbon
- Zilvergibbon
- Zuidelijke breedneuswombat
- Zuidelijke witte neushoorn
- Zwartstaartbuidelmarter